# Robert Bouladoux
Robert Bouladoux (1916-1965) est un chef décorateur français.